# Naj Tunich

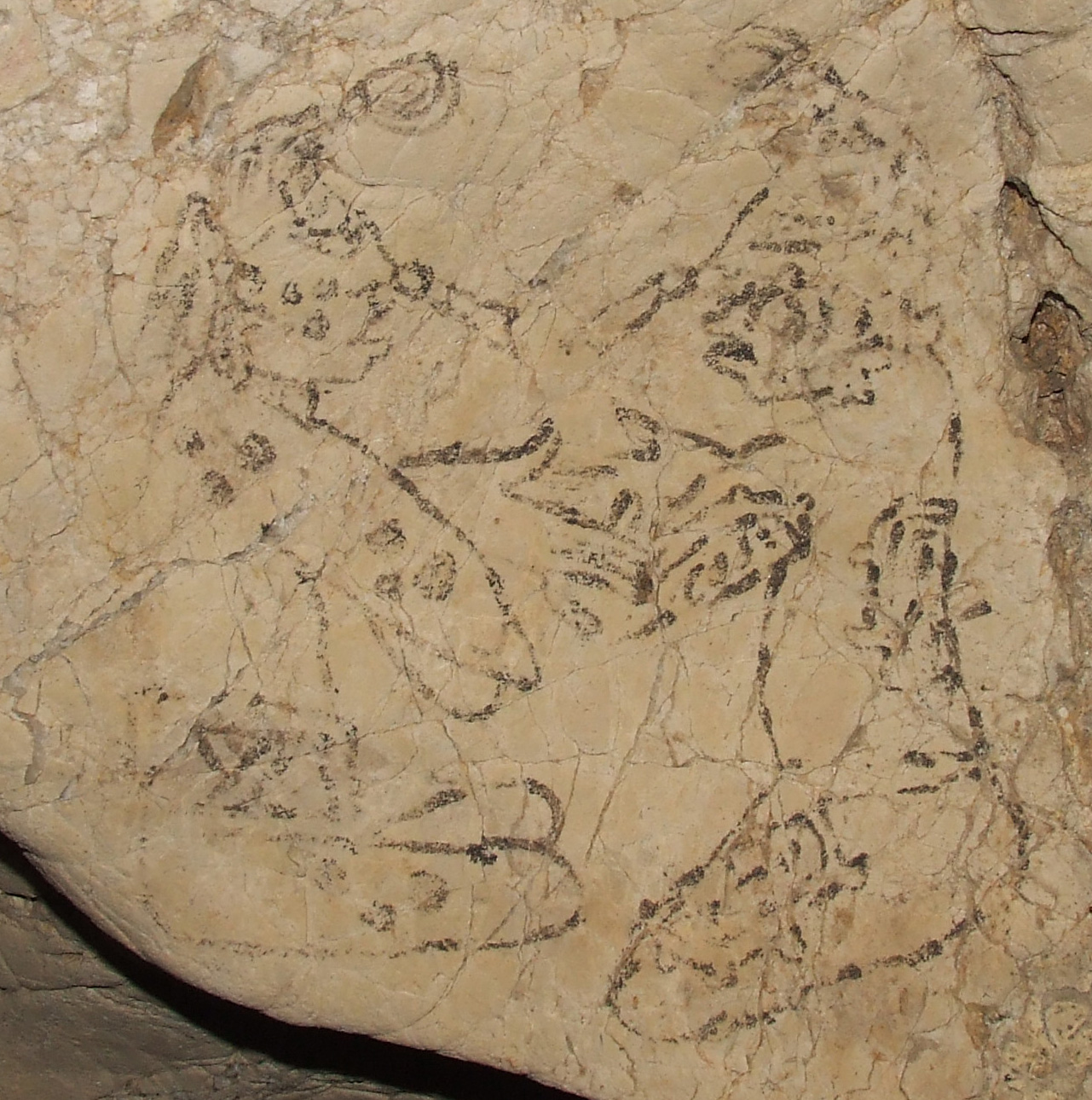
Representación de los personajes principales del Popol Vuh, Hunahpú e Ixbalanqué en la Cueva de Naj Tunich

La cueva de Naj Tunich se encuentra en Guatemala, en el sureste de Petén, a 35 km del municipio de Poptún, en la región llamada Las Montañas Mayas. La cueva fue descubierta por Bernabé Pop en 1979, un cazador guatemalteco que encontró la entrada siguiendo a sus perros de caza (Stone 1995: 100). Desde el 8 de febrero de 1985, es parte del Parque Arqueológico de Arte Rupestre Naj Tunich y el sitio es registrado como Patrimonio Cultural y Natural de la Nación Guatemalteco. Se trata de un sitio arqueológico ceremonial natural y de peregrinación ritual de la antigüedad con funciones político religiosas, utilizado por una población de élite procedente de distintas ciudades de la región, sus paredes exhiben una excelente muestra del arte antiguo maya, contiene 96 manifestaciones rupestres entre las que destacan 500 glifos concentradas en 35 textos jeroglíficos. Estas manifestaciones se agrupan en tres tipos: petroglifos, dibujos y huellas.

## La cueva y su vestigios arquitectónicos
La cueva, de origen kárstica, mide alrededor de 3 km de longitud (Stone 1996:151). Es constituida por una entrada con dimensiones impresionantes; 150 m de largo; 50 m de ancho y 10 metros de alto. La entrada se divide en dos partes; los dos tercios del suelo es plano y ancho y Brady sugiere que : «(…) fue una estructura pública que acogió grandes rituales públicos» (Brady y Villagràn de Brady 1991: 184). El otro tercio consiste de un pendiente arreglado con muros de mampostería con el fin de conformar dos terrazas; esta área es llamado Balcón y podía acoger cientos de espectadores (ibid.: 184). El Balcón es la construcción más grande que hasta ahora se haya reportado en una cueva Maya. El último nivel acoge siete tumbas de mampostería, las cuales son las únicas tumbas hasta ahora reportadas en una cueva Maya (Ibid.: 179). Las excavaciones arqueológicas en el Balcón han revelado que su uso ritual intensivo empieza en el Preclásico Tardío (500 a. C.-200d.C.) (Escobedo 1993:126) y culmina durante el Protoclásico (100–400 d. C.) (Ibid.:132). El Balcón acoge dos motivos rupestres mientras que los túneles, a los cuales se accede por el último nivel del Balcón, acogen la mayoría de las manifestaciones rupestres. 

## Las manifestaciones rupestres
El corpus de Naj Tunich es, hasta la actualidad, la más grande colección de representaciones rupestres del Clásico Tardío (600-900 d. C.) del área Maya. En Naj Tunich se han registrados 94 motivos, los cuales incluyen pinturas, grabados y huellas de manos. Un motivo puede incluir varias representaciones en el caso de una inscripción de glifos por ejemplo o un grupo de huellas de manos. Las pinturas constituyen el grupo más importante con 83 motivos mientras que se conocen 7 grabados y 4 grupos de huellas de manos en positivo. Es posible tomar en cuenta, como una manifestación rupestre adicional, huellas de pies descalzos, conservados en el suelo de barro, en un área de algunos metros, en uno de los lugares más profundos de la cueva . Los motivos se demarcan, también, por su calidad excepcional, que contrasta con el arte que se conoce de las demás cuevas en el mundo Maya. 
Entre las pinturas, las inscripciones jeroglíficas son la mayoría; quizás alcanzaron 50 inscripciones en su estado original (Stone 1996:151) con un total de 500 jeroglíficos (Stone 1991:191). Se sabe que los autores de las pinturas en Naj Tunich eran escribanos y se han identificado varias firmas en las paredes de la cueva (Stone 1996:153).  

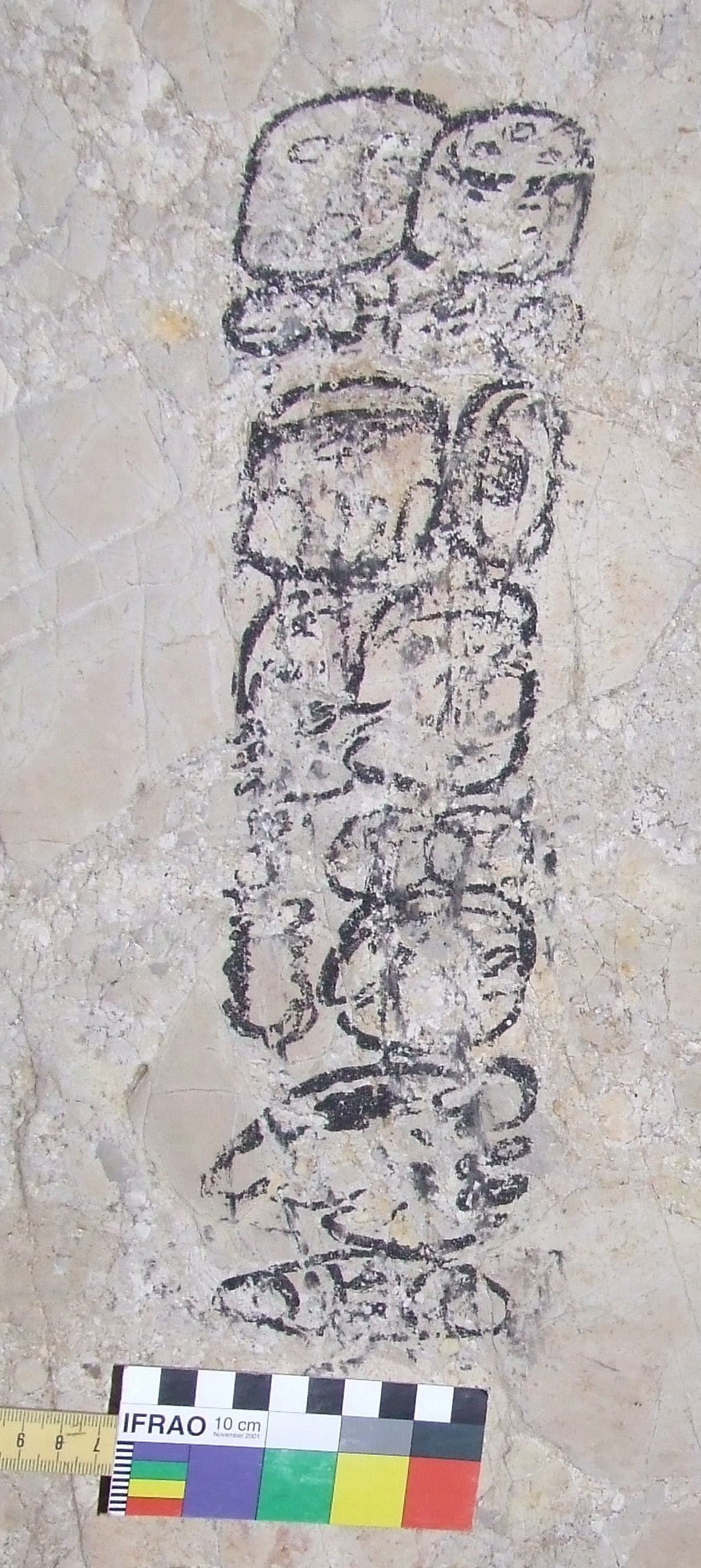
Firma de un escribano en la Cueva de Naj Tunich

También, las inscripciones revelan nombres de personajes y de ciudades que realizaron la peregrinación hasta este sitio sagrado. Se encontraron igualmente fechas calendáricas que se extienden desde alrededor de 700 hasta 770 d. C. durante el periodo Clásico Tardío (Ibid.151). Aparte de los textos jeroglíficos, la mayoría de los motivos son antropomorfos, desde sencillas representaciones de perfiles de rostros, hasta personaje enteros, vestidos de una forma muy sencilla. Algunos temas son original para el arte maya, se ha propuesto que dos dibujos representan un ritual de autosacrificio que consiste en derramar sangre de su pene (Stone 1991:196). Otro ritual que se puede observar es la quema del copal. Además, existen 4 dibujos de juegos de pelota y una pareja interpretada como los personajes principales del Popol Vuh, Hunahpu y Xbalanque, en uno de los lugares más profundos de la cueva (Ibid.:196).

## Los altares de Naj Tunich
Otra particularidad de Naj Tunich, son dos altares en una ramificación compleja de la cueva. El primero consiste de un apilamiento de piedras de 1.70 m que descansa contra una pared de la cueva, asociado con cerámica del Clásico Tardío y con una inscripción donde se pudo identificar el año 692 d. C. (Brady 1993:113). El acceso al segundo altar es muy difícil; se hace por medio de un pozo profundo de 15 a 20 m, que da acceso a varias cámaras. Es conformado por un afloramiento de piedra y siete estalagmitas paradas y alineadas atrás de él (Ibid.:117). En uno de los pasadizos, en el fondo del pozo, se encontró el esqueleto de un infante, probablemente la víctima de un sacrificio (Ibid..118).

## Estado de conservación
Después de actos de vandalismos que ocurrieron en 1988, los túneles están cerrados al público, sin embargo, es posible visitar la entrada de la cueva y varias copias de las pinturas están expuestas en otra cueva vecina a la original. Los últimos estudios llevados a cabo en Naj Tunich tienen por fin la conservación del sitio. En particular, la naturaleza de los pigmentos han sido investigados por el Laboratorio de Investigación de Monumentos Históricos en Francia, y los resultados evidenciaron negro de hueso y [ocres] (Costa, Touron y Duchêne 2011). 

## Asentamiento arqueológico en superficie
En 2017, por primera vez de forma oficial, el Atlas Arqueológico de Guatemala en conjunto con estudiantes del Centro Universitario de Petén de la Universidad de San Carlos de Guatemala, realizan reconocimiento arqueológico en la superficie del terreno dentro del cual se encuentra el sistema de cuevas que contiene las pinturas rupestres. El levantamiento concluyó con la identificación de diversos grupos de estructuras arquitectónicas prehispánicas con un grado de conservación bajo.
El sitio parece ser un pequeño centro ceremonial dentro del polígono del Parque Arqueológico, con presencia de montículos en el exterior, dentro de fincas privadas. Los hallazgos incluyen monumentos como estelas lisas.

## Esfuerzos actuales
Derivado de las condiciones de conservación de las pinturas rupestres de las Cuevas de Naj tunich, a partir de 2017 se crea la Iniciativa Naj Tunich, liderada por la Dra. Rosa María Chan, quien logra desarrollar un proceso de identificación de ejes principales para diseñar un programa de mediano plazo bajo estándares de sostenibilidad. El objetivo de la Iniciativa se basó en establecer la convergencia de las experiencias surgidas en cuanto a las últimas tendencias para la aplicación de un enfoque de gestión integrada del patrimonio y el territorio. La Iniciativa busca la conciliación de esfuerzos de conservación y desarrollo, surgiendo como un mecanismo de gestión integrada del patrimonio cultural y natural enfocado a la conservación y manejo del Parque Arqueológico Naj Tunich, el bienestar de la población local y el desarrollo territorial.
Así mismo la Iniciaiva Naj Tunich desarrolló los proyectos de Desarrollo de la base de datos de manifestaciones rupestres de las Cuevas de Naj Tunich, el Proyecto de Protección de las Pinturas Rupestres del Parque Arqueológico Naj Tunich, con la cual se promovió la publicación de un nuevo acuerdo ministerial de creación del Parque Arqueolócio, se desarrolló un estudio catastral, levantamiento de senderos y brechas ilegales y demarcación del polígono del parque a través de la colocación de monumentos, rotulación y mojones. Paralelamente se desarrolló el Proyecto de gobernanza Comunitaria para la gestión de los recursos naturales y culturales, a través de la cual se buscaba la promoción de la educación patrimonial y ambiental para el desarrollo comunitario de la población asociada al sitio.